# Orkester

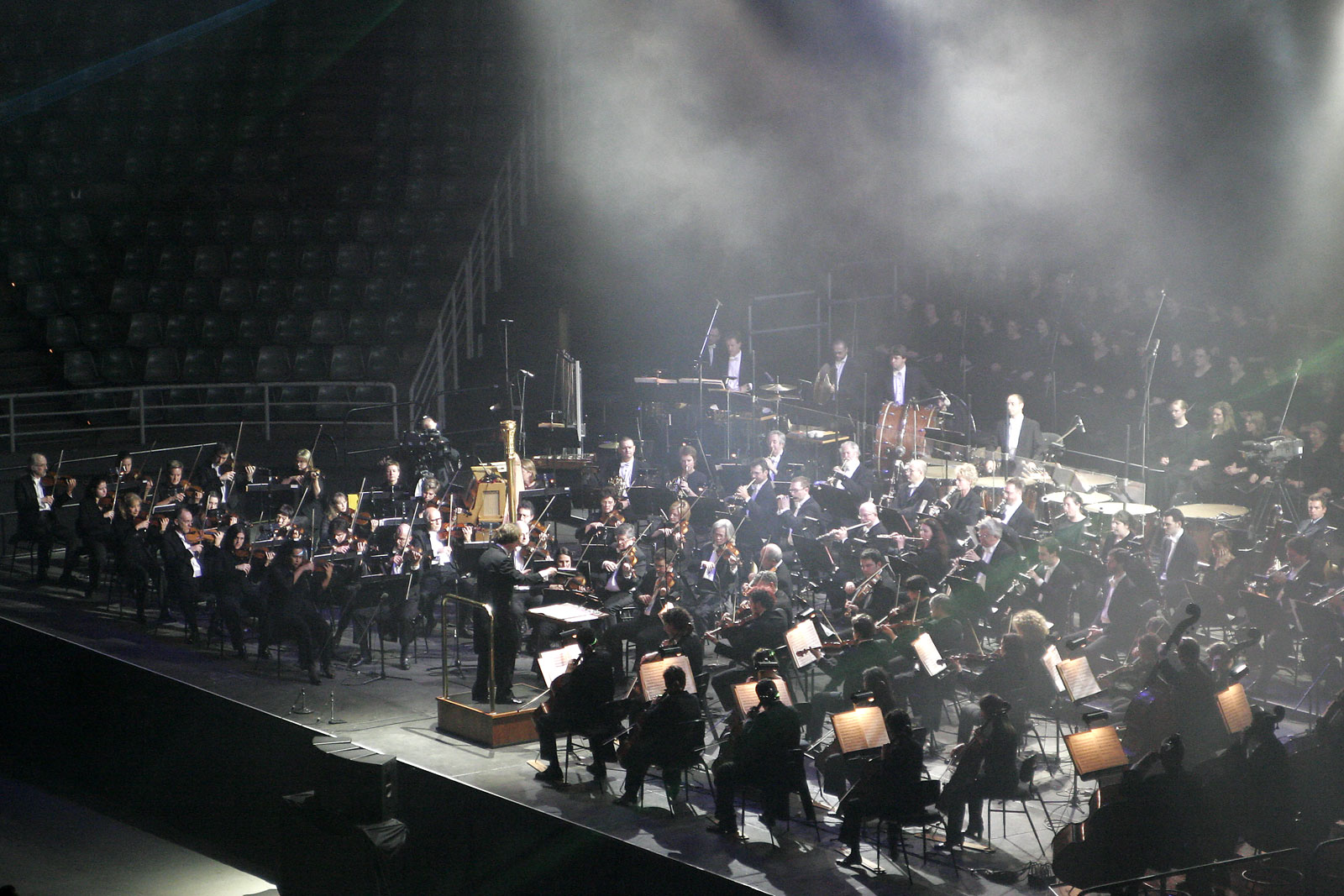
Symfoniorkester och kör repeterar inför en konsert i Melbourne 2005.

En orkester är inom musiken en instrumental ensemble. Vanligen avses en större grupp med koriskt besatta stämmor, i motsats till ett mindre band, grupp eller "kapell", men beteckningarna kan variera beroende på sammanhang. En orkester kan spela instrumental musik samt ackompanjera sångare eller instrumentalsolister, spela noterat eller improviserat, självständigt, eller under överinseende av en dirigent eller kapellmästare.
Orkestrar har förekommit många olika former genom historien, ofta med kopplingar till vissa genrer, stilar, platser eller institutioner. Idag finns ett dock antal relativt standardiserade besättningar.

## Etymologi
Termen orkester kommer från grekiska ορχήστρα, namnet på ytan nedanför läktaren på den antika teatern där en homogen grupp människor kommenterade med kollektiv röst, korus (χορός, khoros), händelser på scenen. Den egentliga betydelsen är platsen för dans.

## Sammansättning
Det vanligaste sättet att organisera en orkester är att dela upp instrumenten i sektioner och stämmor. Sektioner består vanligen av instrument från samma familj, och stämmor av samma instrument. Det finns flera vanliga typerna av sektioner (se nedan). Finns flera stämmor av samma instrument numrerar man dem med romerska siffror, som till exempel "Violin II" (uttalas ofta "andra violin"), eller i undantagsfall med bokstäver.
Instrument i samma sektion sitter ofta intill varandra, och skrivs intill varandra i noter. Instrument som ligger nära varandra i omfång sitter oftast bredvid varandra. I akustisk musik är uppställningen extra viktig för balansen.

### Vanliga sektioner
- En stråksektion innefattar oftast instrument ur violinfamiljen samt kontrabas. En standarduppsättning är: Violin I, Violin II, Viola, Cello och Kontrabas.
- En träblåssektion innefattar oftast flöjt och klarinett, samt oboe, fagott eller ibland saxofon, beroende på sammanhang. Träblåsmusiker är ofta multiinstrumentalister och dubblerar sina instrument.
- En brassektion innefattar vanligen trumpet och trombon, ofta även valthorn och tuba. En mängd andra instrument kan ingå.
- En slagverkssektion innefattar slagverksinstrument.
- En kompsektion används i alltid jazz och senare populärmusik, och består av åtminstone trummor, bas samt minst ett ackordinstrument som kan vara piano, gitarr, dragspel eller liknande. Inom äldre musik var den så kallade continuosektionen en föregångare till kompsektionen.

## Arbetssätt
En orkesters huvudsakliga arbetsuppgifter är konserter och repetitioner. Förutom den tid som behövs för att lära sig musiken, behöver alla orkestrar tid för att bli samspelta, både arbetsmässigt, musikaliskt (frasering, dynamik, klang) och i förekommande fall improvisatoriskt. 
Professionella orkestrar arbetar vanligen som någorlunda fasta ensembler. Tillfälliga orkestrar sätts dock ofta ihop för speciella evenemang, festivaler, teaterföreställningar och dylikt. Vid sådana tillfällen krävs extra repetitionstid. Fasta orkestrar behöver dock oftast bara 1-2 genomspelningar inför en konsert, beroende på musiktyp.
Improvisation är vanligast i mindre typer av orkestrar, och styrs alltid av instrumentets och stilens normer (det är exempelvis skillnad på en kontrabas improvisation i jazz, generalbasens improvisation i barockmusik och en nyckelharpas improvisation i svensk folkmusik). Eftersom sektionsvis improvisation är mycket svårt är improvisationen vanligtvis begränsad till så kallade soloinsatser, förutom eventuellt i kompet eller generalbasen.
De flesta orkestrar har en eller flera olika ledare. Små orkestrar kan ledas av en kapellmästare, som också spelar med. Stora orkestrar har vanligen en fast dirigent, eller arbetar regelbundet med gästdirigenter. Det kan också finnas flera assisterande dirigenter som leder repetitioner och mindre viktiga konserter. Ibland leds instuderingen av speciella repetitörer.
Ofta används dessutom ett system där sektionerna har separata ledare, så kallade stämledare (en av musikerna).

## Typer och klassificering
Orkestertyper klassificeras på olika sätt. Ett vanligt sätt är att ange vilka olika sektioner som ingår, exempelvis stråkorkester, blåsorkester, brassband. Ett annat sätt är att namnge efter funktion, exempelvis militärorkester, dansorkester.

### Stråkorkester
Särskilt vanlig för verk från den romantiska epoken, samt en bit in på 1900-talet. Förekommer även i filmmusik, med mera. Varierar i storlek.

#### Besättning
- Första violin
- Andra violin
- Viola
- Cello
- Kontrabas

### Symfoniorkester
Även kallad stor orkester. Dominerande orkesterformen inom romantisk och modernistisk musik. Består av stråkar, blåsare , slagverkare och träblås.

#### Besättning
- Första violin
- Andra violin
- Viola
- Cello
- Kontrabas
- Flöjt
- Oboe
- Klarinett
- Fagott
- Horn
- Trumpet
- Trombon
- Tuba
- Slagverk (varierar)
- Harpa (var.)

m. fl.

### Blåsorkester
Består av blåsare och ofta en slagverkare. Ofta använd festsammanhang, militärparader och dylikt. Kallas ibland blåsband.

#### Besättning
- Piccolaflöjt
- Flöjt
- Oboe
- Klarinett
- Saxofon
- Fagott
- Valthorn
- Kornett (var.)
- Trumpet
- Trombon
- Bastrombon (var.)
- Althorn (var.)
- Eufonium
- Tuba
- Slagverk
- Kontrabas (var.)

### Storband
Ursprungligen modifierad variant av blåsband. Uppkom som en delvis improviserande orkester för jazzen, ursprungligen för danser, eller som ackompanjemang till sångare, men spelar nu ofta självständigt. Består av blåsare och komp.

#### Besättning
- Altsaxofon
- Tenorsaxofon
- Barytonsaxofon
- Trumpet
- Trombon
- Bastrombon
- Piano
- Gitarr (var.)
- Bas
- Trummor

### Andra typer
- En jazzorkester eller ett storband består av rytmsektion, en eller flera blåsare och ibland även piano.
- En militärorkester, använder trä- och bleckblåsinstrument samt slagverk. Betecknar både sammansättning av instrument och det sammanhang den arbetar i.
- En mässingsorkester eller ett brassband använder enbart bleckblåsinstrument.
- En salongsorkester, en form av underhållningsorkester som var vanlig omkring 1880-1930.
- En studentorkester förekommer vid skolor och musikerna är vanligen studenter. Kan ha varierande sammansättning men blåsorkester är troligen vanligast.
- Ett musikkapell eller bara kapell är en mindre orkester. Numera används ordet främst om orkestrar av underhållningskaraktär, exempelvis danskapell eller restaurangkapell. Ett sådant kapell leds av en kapellmästare och medlemmarna benämns kapellister. Se även Kungliga Hovkapellet.
- Ett dansband benämns ibland som en "orkester". Detta kommer av de gamla dansorkestrarna som dansbanden utvecklades ur under 1970-talet. Under 1960-, 70- och 80-talen kunde även ett popband eller ett rockband kallas "orkester" eller "poporkester".[2][3]